# La Métisse 77

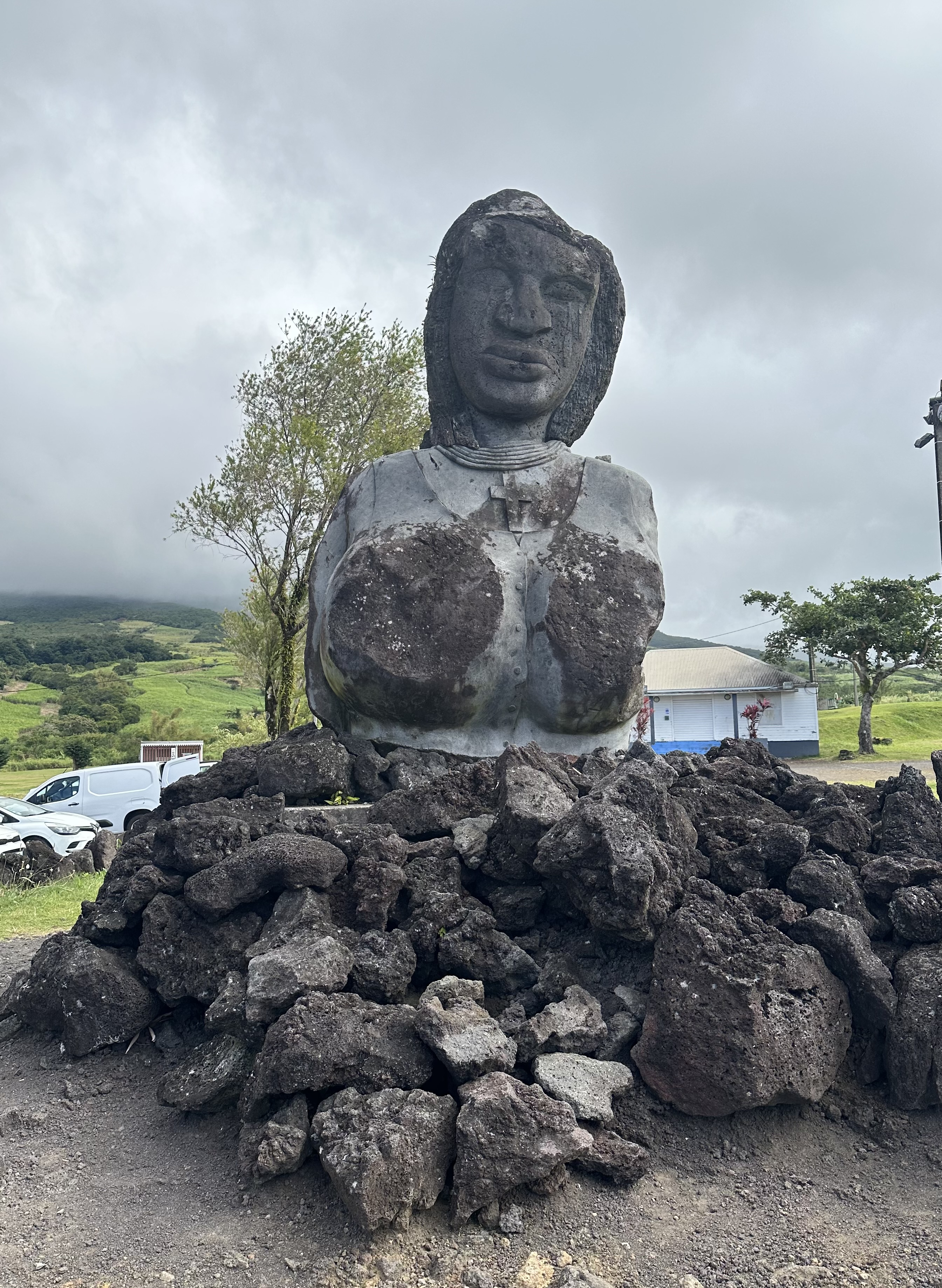
La Métisse 77, 2024

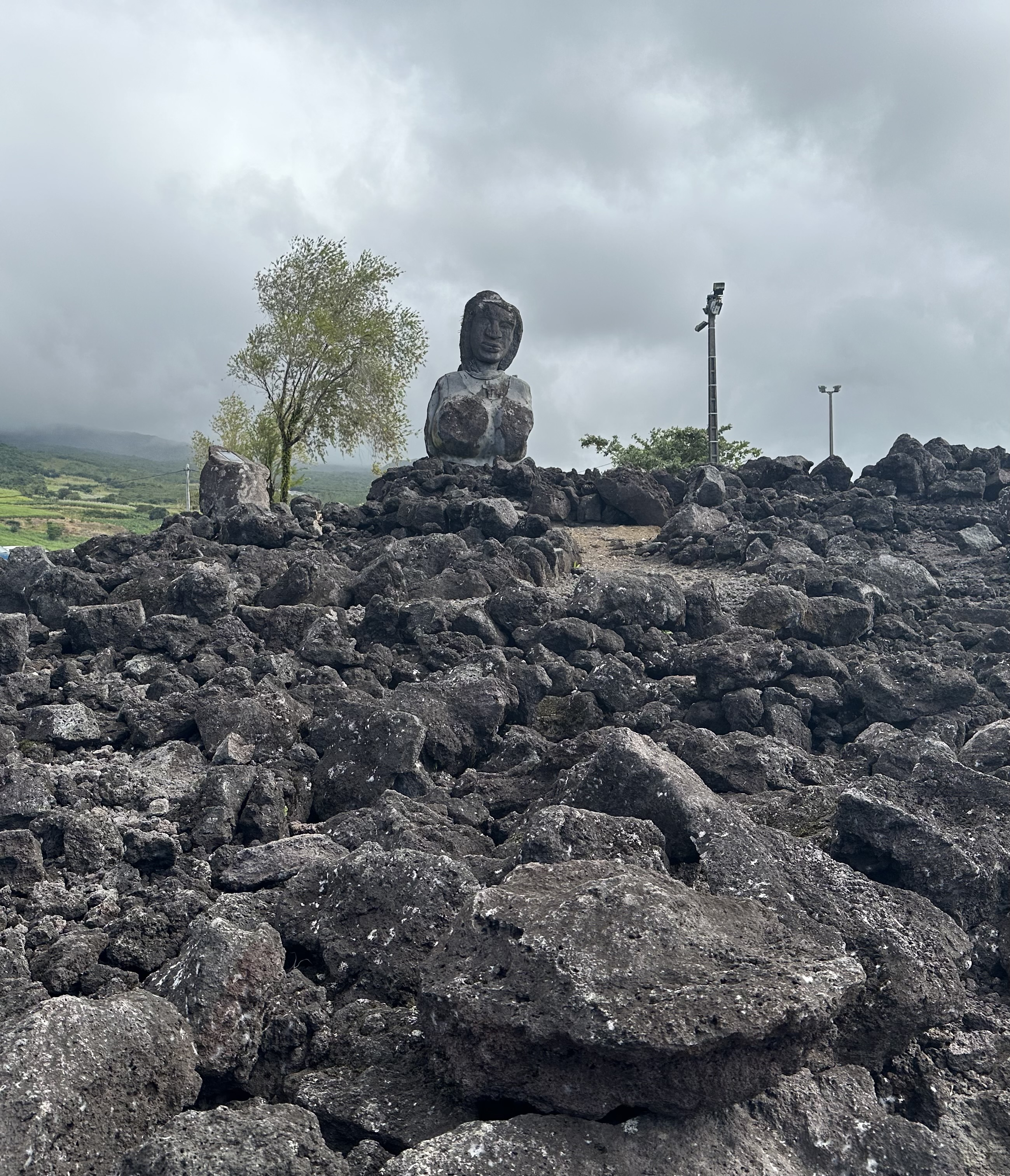
Das Denkmal im Lavafeld

La Métisse 77 ist ein Denkmal in Piton Sainte-Rose auf der im Indischen Ozean gelegenen französischen Insel Réunion. Es gedenkt der teilweisen Zerstörung des Orts durch einen Ausbruch des Vulkans Piton de la Fournaise im Jahr 1977.

## Lage
Das Denkmal befindet sich im Ortszentrum von Piton Sainte-Rose, auf der Westseite der den Ort durchquerenden Route nationale 2 in der Gemeinde Sainte-Rose. Es liegt inmitten eines Lavafeldes gegenüber der Kirche Notre-Dame-des-Laves, in der ein Teil des Lavastroms zum Stehen kam.

## Gestaltung und Geschichte
Das Denkmal wurde am 1. September 2018, 41 Jahre nach der Zerstörung, durch den Bürgermeister Michel Vergoz eingeweiht. Durch den Lavafluss wurden 33 Häuser, sowie die Gendarmerie des Orts zerstört. 290 Hektar Ackerfläche wurden von der Lava bedeckt. Todesopfer waren nicht zu beklagen, da die Bevölkerung rechtzeitig evakuiert werden konnte.
Es besteht aus einer mehr als vier Meter hohen, sechs Tonnen schweren Statue, die in Richtung der Kirche schaut. Sie wurde innerhalb eines Jahres von den aus Bois Blanc stammenden Bildhauern Laurent Boyer, Olivier Gomar und Davis Leocady sowie Marco Ah-Kiem unentgeltlich geschaffen.
Die Statue soll eine Familienmutter darstellen. Sie trägt ein Kreuz um den Hals, das sie als gläubige Christin ausweist. Auf ihrem Gesicht sind Tränen zu erkennen. Sie soll so die Trauer über die Zerstörung darstellen. Teile ihres Körpers wirken verbrannt.
Links neben der Statue befindet sich eine Tafel mit einem erläuternden Text in Französisch.